# Harry Herkuleyns
Harry Herkuleyns (ur. 17 czerwca 1888 w Arnhem, zm. 7 lutego 1948) – holenderski kierowca wyścigowy.

## Życiorys
Herkuleyns urodził się w Arnhem i ścigał się na ogół samochodami MG w Belgii i Francji. W 1934 roku wygrał MG Q-type klasę 750 cm³ w wyścigu w Montlhéry. Później ścigał się nabytym od Eddiego Hertzbergera MG K3. W 1939 roku zajął trzecie miejsce w Grand Prix des Frontières. Po II wojnie światowej powrócił na krótko do wyścigów, startując w Maserati 4CM w Grand Prix des Frontières oraz MG K3 w wyścigach samochodów sportowych w Brukseli i Nantes. Zmarł w 1948 roku.